# Maraussan
Maraussan is een gemeente in het Franse departement Hérault (regio Occitanie). De plaats maakt deel uit van het arrondissement Béziers. Maraussan telde op 1 januari 2022 4.693 inwoners.

## Geografie
De oppervlakte van Maraussan bedroeg op 1 januari 2022 12,37 vierkante kilometer; de bevolkingsdichtheid was toen 379,4 inwoners per km².

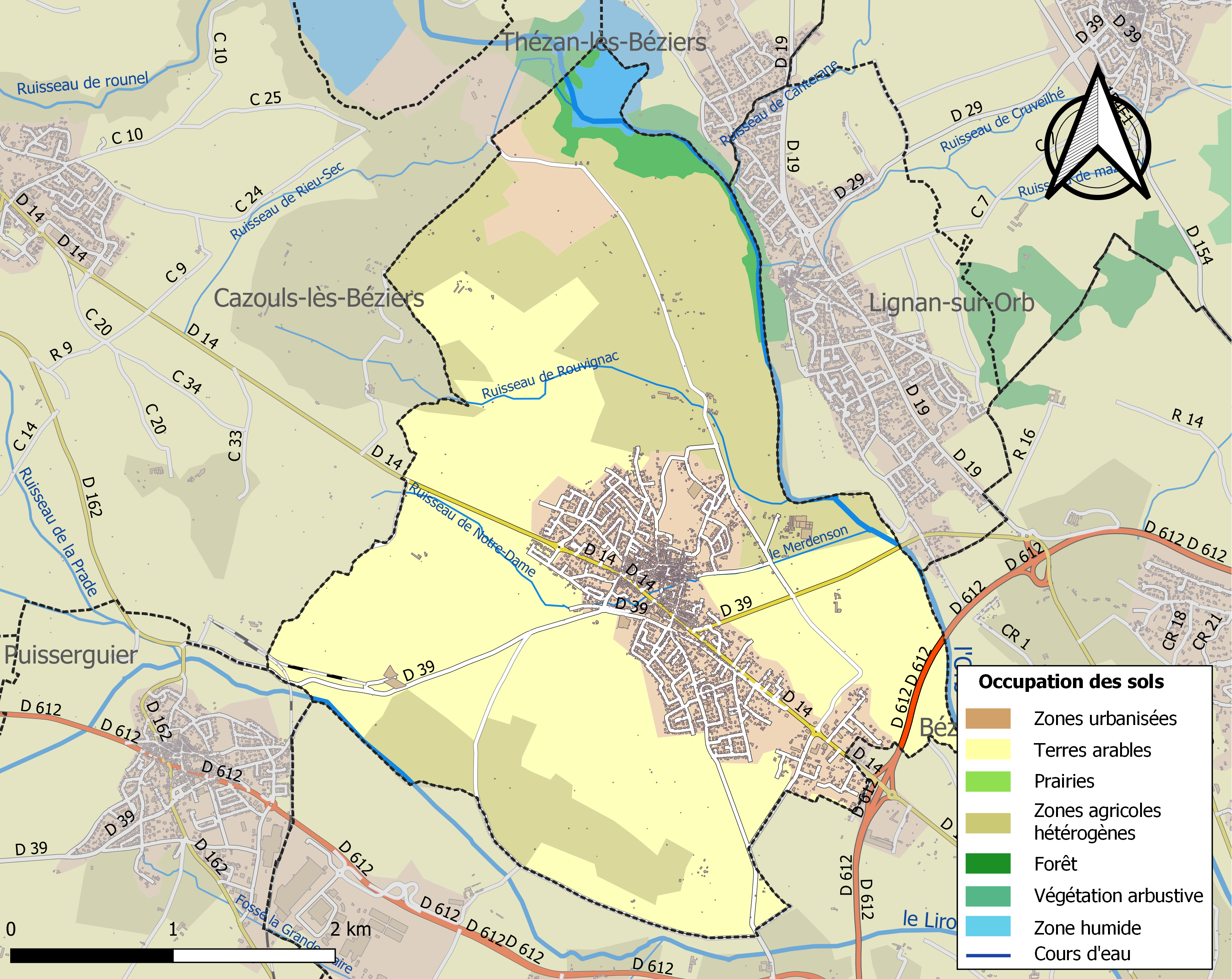
Kaart van de gemeente met belangrijkste infrastructuur, bodemgebruik en omliggende gemeenten

## Demografie
Onderstaande figuur toont het verloop van het inwonertal (bron: INSEE-tellingen).